# سلطانم بیگم
سلطانم بیگم، (متولد ۱۵۱۷ موصل – درگذشته ۱۵۹۳ قزوین) ملکه همسر شاه تهماسب یکم و ملکه مادر شاه اسماعیل دوم، شاه محمد خدابنده و هم‌چنین مادربزرگ شاه عباس یکم بود. سلطانم یکی از قدرتمندترین زنان در تاریخ امپراتوری صفویان بود.

## ملکه همسر
سلطانم دختر موسی سلطان از قبیله موصلوهای ترکمان، از نزدیکان تاجلو بیگم بود. وی در سال ۱۵۳۰ با شاه تهماسب یکم ازدواج کرد، ثمره این ازدواج سه فرزند به‌ نام‌های محمد میرزا، اسماعیل میرزا و مراد میرزا بود.
او به مدت ۴۵ سال ملکه قدرتمند دربار شاه تهماسب یکم بود. او بعد از تبعید تاجلو بیگم به بانوی ارشد حرم‌سرا تبدیل شد. وی در تمام تصمیمات سیاسی همسرش، انتصابات و انتخابات دولتی نقش مهمی داشت. او دارای دادگاه سلطنتی مستقل بود و خواجه ابراهیم خلیل وزیر او محسوب می‌شد و حتی پس از تبعید پسرش اسماعیل میرزا توانست جایگاهش را در نزد شاه تهماسب حفظ کند، هم‌چنین لقب مهدعلیا را کسب کرد.

## ملکه مادر
شاه تهماسب در سال ۱۵۷۶ فوت شد و سلطانم بیگم در درگیری‌های جانشینی از پسرش اسماعیل میرزا حمایت کرد، طایفه موصولو به دلیل پیوند خانوادگی با سلطانم از اسماعیل حمایت کردند. هنگامی که شاه اسماعیل دوم به سلطنت رسید سلطانم از معدود زنان دربار بود که تبعید نشد و موقعیت خود را به عنوان ملکه مادر حفظ کرد. او بعد از مرگ اسماعیل دوم با حمایت از پسر دیگرش محمد میرزا، وی را به‌ سلطنت رساند.
سلطانم بیگم در زمان برکناری پسرش محمد خدابنده از حکومت و به سلطنت رسیدن نوه‌اش شاه عباس یکم زنده بود. او در دربار نوه خود دارای جایگاه و احترام بود. وی سرانجام در سال ۱۵۹۳ فوت شد به فرمان شاه عباس او را در حرم امام رضا دفن کردند.

## موقوفات
سلطانم بیگم در عتبات عالیات وقف‌های زیادی انجام داد. او دستور بازسازی حرم امام حسین را صادر کرد هم‌چنین برای روشنایی حرم عباس بن علی موقوفاتی انجام داد.